# 白藤
白藤（学名：Porana decora）为旋花科飞蛾藤属的植物，是中国的特有植物。分布在中国大陆的云南、四川等地，生长于海拔1,960米至2,800米的地区，一般生于山坡灌丛和林缘。

## 异名
- Dinetus decorus (W. W. Smith) Staples
- Porana mairei Gagnep. et Courch.
- Porana mairei Gagnep. et Courch. var. holosericea C. Y. Wu